# فابيو نورونها
فابيو نورونها (بالبرتغالية: Fábio Noronha de Oliveira‏) هو لاعب كرة قدم برازيلي في مركز حراسة المرمى، ولد في 12 أكتوبر 1975 في ريو دي جانيرو في البرازيل. شارك مع منتخب البرازيل تحت 17 سنة لكرة القدم ومنتخب البرازيل تحت 20 سنة لكرة القدم. أما مع النوادي، فقد لعب مع أتلتيكو غويانيينسي وجمعية بورتوغيزا الرياضية وعثمانلي سبور وغويتاكاس ونادي أمريكا ونادي أمريكا ونادي أيه بي سي ونادي غاما ونادي فلامنغو ونادي فلومينينسي.

## وصلات خارجية
- فابيو نورونها على موقع الاتحاد الدولي (مؤرشف)  (الإنجليزية)
- فابيو نورونها على موقع اتحاد تركيا (لاعب) (الإنجليزية)
- فابيو نورونها على موقع قاعدة بيانات كرة القدم.إي يو (الإنجليزية)
- فابيو نورونها على موقع Soccerway.com (الإنجليزية)